# هوغو غونزاليس مونيوز
هوغو غونزاليس مونيوز (بالإسبانية: Hugo González Muñoz)‏ (11 مارس 1963 بسانتياغو في تشيلي - ) هو مدرب كرة قدم ولاعب كرة قدم تشيلي في مركز الدفاع. شارك مع منتخب تشيلي لكرة القدم. أما مع النوادي، فقد لعب مع سانتياغو واندررز وكروز آزول وكولو-كولو ونادي كونسيبسيون ‏ وديبورتيس ماجالانز ونادي كوبريلوا.

## وصلات خارجية
- هوغو غونزاليس مونيوز على موقع قاعدة بيانات كرة القدم.إي يو (الإنجليزية)
- هوغو غونزاليس مونيوز على موقع ناشيونال فوتبول تيمز (الإنجليزية)
- هوغو غونزاليس مونيوز على موقع عالم كرة القدم.نت (الإنجليزية)